# Leichtathletik-Europameisterschaften 2010/Teilnehmer (Georgien)
Georgien meldete zwei Teilnehmer für die Leichtathletik-Europameisterschaften 2010 vom 27. Juli bis zum 1. August in Barcelona.
| Wettbewerb   | Männer                           | Frauen                           |
| ------------ | -------------------------------- | -------------------------------- |
| 110 m Hürden | David Ilariani (nicht gestartet) |                                  |
| Kugelstoßen  |                                  | Mariam Kewchischwili (10. Platz) |